# Guerro
Il Guerro è un torrente dell'Emilia-Romagna.

## Percorso
Il torrente nasce nella località Montecroce, una frazione del comune di Marano sul Panaro e sfocia nel fiume Panaro in località Ponte Guerro vicino al casello autostradale A1 di Modena sud, con una lunghezza complessiva di 25 km. Attraversa numerosi paesi e frazioni, le principali sono Castelvetro di Modena, e le sue frazioni Bell'Italia, Casa Rè, Cà di Sola, Levizzano Rangone, Casa Drini, mentre nel comune di Spilamberto attraversa le frazioni di Settecani e San Vito.

## Affluenti
Nei primi 15 km il guerro non presenta corsi d'acqua affluenti a esso, però da Ca' Montanari (Castelvetro di Modena) ci sono quest'ultimi:
- Rio Valle, Sfocia a Ca' Montanari e nasce nei pressi di Villabianca sul Monte tre Croci.
- Fossa Pratola, Sfocia nei pressi di Levizzano Rangone e nasce a Ospitaletto di Marano sul Panaro

## Regime idrologico
La portata d'acqua del torrente Guerro è notevolmente influenzata dall'andamento climatico, in estate può rimanere asciutto per diversi mesi, mentre in inverno sono abbastanza frequenti le piene, ed a volte minaccia l'abitato del Borgo di Castelvetro, diverse volte è anche esondato in tale località.